# Antoinette de Saint Léger

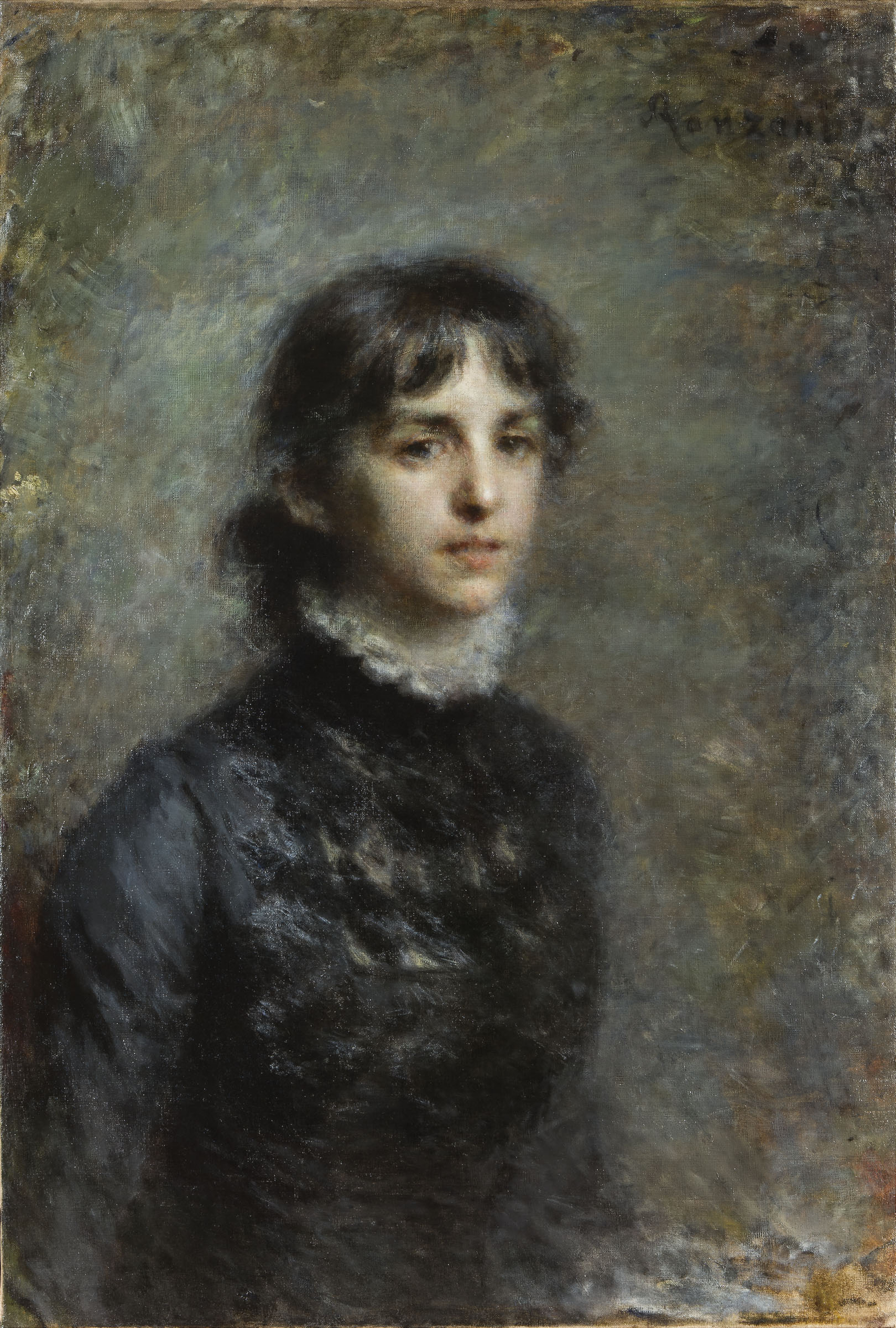
Antoinette de Saint Léger, dargestellt von Daniele Ranzoni, 1886

Antoinette de Saint Léger (* 20. Juni 1856 in Sankt Petersburg, Russischen Kaiserreich; † 24. Januar 1948 in Intragna, Tessin) war eine Pianistin und von 1885 bis 1927 die Besitzerin der Isole di Brissago. Um die Jahrhundertwende galt sie als eine bekannte Gastgeberin für Künstler und Schriftsteller.

## Leben
Die geborene Antonietta Beyer (Familienname auch in der Schreibweise Bayer) kam im Russischen Kaiserreich zur Welt, möglicherweise als uneheliches Kind von Zar Alexander II. Ihre Eltern war die deutschstämmigen Wilhelmina und Marian Beyer.
Am Smolny-Institut in  Sankt Petersburg erhielt sie eine gehobene Schulbildung. Insbesondere erlernte sie das Klavierspiel, in dem sie sich später bei Franz Liszt vervollkommnete. 1873 heiratete sie in erster Ehe in Portici bei Neapel den deutschen Generalkonsul Friedrich Stolte († 1878), dann war sie mit dem als deutscher Konsul zu Messina tätigen Giulio Ewald Jaeger (1828–1883) verheiratet (dieser Ehe entspross ein 1876 geborener Sohn, der 1950 starb). Seit 1881 war sie mit Richard Fleming de Saint Léger (1858–1922) vermählt, einem anglo-irischen Offizier, der nach dem Tod eines Onkels auch die – angeblich von Wilhelm dem Eroberer verliehenen – Titel eines Grafen von Doneraile und Barons von Saint Léger trug. Vor allem dank der einschlägigen botanischen Interessen des Ehegatten wurde der Garten der größeren der Brissago-Inseln Isola di San Pancrazio in einen botanischen Park verwandelt.
Von 1886 bis 1914 war die große Zeit der Antoinette de Saint Léger als Gastgeberin auf ihrer Inselresidenz. Die Maler Daniele Ranzoni, Filippo Franzoni und Giovanni Segantini kamen zu Gast. Auch der Komponist Ruggero Leoncavallo fand sich auf Brissago ein, später (nach 1918) auch James Joyce, Rainer Maria Rilke und Harry Graf Kessler. Antoinette de Saint Légers Position wurde aber nicht nur durch ihr fortschreitendes Alter, sondern auch durch ihre Neigung zu geschäftlichen und sonstigen Abenteuern unterminiert. Sie investierte in die transkaukasische Eisenbahn, in rumänische Straßenbahnen und ähnlich riskante Projekte und erlitt dabei bedeutende Verluste. Ihr Ehemann zog sich angesichts der kommerziellen und erotischen Eskapaden seiner Frau 1897 nach Neapel zurück, wo er auf dem britischen Konsulat arbeitete und 1922 verstarb.
In den 1920er-Jahren lebte Antoinette de Saint Léger allein auf ihrem Inselgut. Sie stellte Puppen von berühmter Schönheit her, geriet aber nun auch durch ihre Neigung zu Prozessen und die damit verbundenen hohen Anwaltskosten in eine immer tiefere finanzielle Krise. Der Verkauf der Isole di Brissago an den reichen Hamburger jüdischen Geschäfts- und Lebemann Max Emden im Jahr 1927 verbesserte ihre finanzielle Lage nur kurzfristig. Sie wohnte danach in der Casa Moscia, einer ehemaligen Mühle und Teigwaren- und Feingebäckfabrik (Bolongari-Pisani) im Ortsteil Moscia von Ascona, das Emden für sie gekauft hatte. Im November 1940 zog sie ins Altersheim San Donato in Intragna, wo sie 1948 völlig verarmt verstarb. Der Verbleib ihrer über 60 Bände Tagebücher ist ungeklärt.